# Maybach 12
Maybach 12 (или Maybach Typ 12) — немецкий полноразмерный автомобиль марки Maybach. В 1930 году Карл Майбах начал производство двигателей V12 с целью совершенствования автомобилей компании. Maybach 12 стал первым автомобилем марки с двенадцатицилиндровым двигателем и одним из первых в мире, использующих такой двигатель. Автомобиль был тяжёлым, но вместе с тем роскошным и комфортным. Двигатель объёмом 7 л (150 л.с.) выдавал 3000 оборотов в минуту и разгонял Maybach 12 до 145—146 км/ч. Автомобиль стоил от 29 000 до 33 800 рейхсмарок в зависимости от спецификаций конкретной модели. 3-ступенчатая коробка передач имела также ускоряющую передачу (рычаг был расположен на рулевом колесе). Машина также была оснащена карбюратором «солекс» типа MOV-35. Передняя и задняя подвески имели гидравлические амортизаторы.
Модель производилась недолго — до 1930 года. За замену ей пришёл Maybach Zeppelin, для которого она послужила прототипом. Последующие двенадцатицилиндровые автомобили марки имели то же шасси и коробку передач, которая впрочем, совершенствовалась, как и двигатель.